# Metall-Chemie
Die Metall-Chemie Holding ist eine im Jahre 1949 gegründete Kapitalgesellschaft in Hamburg.

## Geschichte
Die Metall-Chemie wurde im Jahr 1949 zunächst als Handelsgesellschaft in Hamburg gegründet und war ein Teil der Lubovitch-Gruppe mit Sitz in Paris, die ihrerseits in den 1920er-Jahren gegründet wurde und zu diesem Zeitpunkt bereits Niederlassungen in Nord- und Südamerika sowie in Australien unterhielt. In den ersten Jahren wurden ausschließlich Rohstoffe in Form von Erzen und Metall-Halbzeugen gehandelt. Danach wurde das Sortiment um den Handel mit chemischen Rohstoffen und feuerfesten Produkten für die Industrie erweitert. Die Aktivitäten dieser Handelsgesellschaft bildeten die Keimzelle der heutigen Metall-Chemie Gruppe, die jetzt von der Metall-Chemie Holding geführt wird und sich seit ihrer Gründung in Privathand befindet.
Heute ist die Metall-Chemie-Gruppe eine weltweit agierende diversifizierte Unternehmensgruppe, mit voneinander wirtschaftlich unabhängigen, dezentral organisierten Geschäftsbereichen. Zur Gruppe gehören unterschiedliche mittelständische Produktions- und Handelsunternehmen in den Segmenten Metallchemikalien, Oberflächenbeschichtungen, Edelstahllösungen, Transporttechnik und Metallhandel.

## Tochtergesellschaften
Die Metall-Chemie hält Anteile an folgenden Unternehmen:
- Metall-Chemie GmbH & Co. KG, Hamburg (100 % der Anteile)[5]
- Verwaltung Metall-Chemie Handelsgesellschaft mbH, Hamburg (100 % der Anteile)
- Deutsche Handels-Compagnie GmbH, Hamburg (100 % der Anteile)
- Märtens Transportbänder GmbH, Flensburg (100 % der Anteile)
- MC Metallhandel GmbH, Frankfurt am Main (90 % der Anteile)
- Zimmer Schrott- und Metallhandels GmbH, Hürth (70 % der Anteile)[6]
- MC Transporttechnik GmbH, Hamburg (90 % der Anteile)
- Verwaltung Metall-Chemie Grundstücksgesellschaft mbH, Hamburg (100 % der Anteile)
- Sudametal S. A., Buenos Aires, Argentinien (95 % der Anteile)
- Sudamercantil S. A., Buenos Aires, Argentinien (94,7 % der Anteile)
- MC Chemietechnik GmbH, Hamburg (100 % der Anteile)
- Metall-Chemie Technologies GmbH, Hamburg (100 % der Anteile)
- Metall-Chemie China Company Ltd., Shanghai, China (100 % der Anteile)
- MC Oberflächentechnik GmbH, Hamburg (90 % der Anteile)[7]
- ALSTAB Oberflächentechnik GmbH, Osterwieck (100 % der Anteile)
- L&P Beschichtungen GmbH, Hilkenbrook (100 % der Anteile)
- Timm Lackierungen GmbH, Hamburg (100 % der Anteile)
- G.S. Stolpen GmbH & Co. KG, Stolpen (100 % der Anteile)
- G.S. Verwaltungs GmbH, Stolpen (100 % der Anteile)